# Rifugio Schiazzera
Das Rifugio Schiazzera (vollständiger Name Rifugio Alpe Schiazzera, deutsch auch Schiazzerahütte) ist eine alpine Schutzhütte in der italienischen Region Lombardei in den Livigno-Alpen.
Die der Gemeinde Vervio gehörende Hütte wird ausschließlich von Freiwilligen der Operazione Mato Grosso ähnlich einer Alpenvereinshütte von Juni bis September betrieben und besitzt 42 Schlafplätze.
Ursprünglich wurde die Hütte als Kaserne der italienischen Finanzpolizei genutzt, um den einst regen Schmuggel ins unweit gelegene Schweizer Puschlav einzudämmen.

## Lage
Das Rifugio liegt am Osthang des Monte Masuccio in aussichtsreicher Lage hoch über dem Tal des Adda innerhalb der Gemeinde Vervio im Veltlin auf einer Höhe von 2079 m s.l.m.. Etwa 30 Minuten entfernt liegt der Lago Schiazzera.

## Zugänge
- Von Vervio
- Von Tirano oder Baruffini auf dem Sentiero Italia
- Vom Puschlav über den Passo Portone